# Heo Jun
Heo Jun (kor.: 허준, ur. 31 maja 1988 w Seulu) – koreański florecista, brązowy medalista mistrzostw świata.
Podczas mistrzostw świata w Wuxi w 2018 roku wywalczył brązowy medal w turnieju indywidualnym. Wyprzedzili go jedynie Francuz Alessio Foconi i Richard Kruse z Wielkiej Brytanii. W rywalizacji drużynowej zajął tam czwarte miejsce. Był też między innymi piąty drużynowo na mistrzostwach świata w Lipsku w 2017 roku.
Wystartował na igrzyskach olimpijskich w Rio de Janeiro w 2016 roku, zajmując 20. miejsce w turnieju indywidualnym.
Zdobył drużynowo brązowy medal na igrzyskach azjatyckich w Kantonie (2010). Następnie był drugi indywidualnie i trzeci drużynowo podczas igrzysk azjatyckich w Inczon (2014). Ponadto wywalczył złoto drużynowo na igrzyskach azjatyckich w Dżakarcie (2018) i igrzyskach azjatyckich w Hangzhou (2022).